# Gustav Anton von Wolffradt
Gustav Anton von Wolffradt (* 1. September 1762 in Bergen auf Rügen; † 13. Januar 1833 ebenda) war ein deutscher Jurist, Beamter im Fürstentum Braunschweig-Wolfenbüttel und Staatsminister im Königreich Westphalen.

## Leben
Der Angehörige des pommerisch-schwedischen Adelsgeschlechts von Wolffradt und Sohn des Carl Gustav von Wolffradt, Landvogt von Rügen, und der Anna Charlotta von Bagewitz wurde durch Hauslehrer unterrichtet. Dazu gehörte ab 1777 der Theologiestudent Ludwig Gotthard Kosegarten. 1779 begann er an der Universität Göttingen ein Studium der Rechtswissenschaften. Seine Lehrer waren unter anderem Georg Ludwig Böhmer und Johann Stephan Pütter. Bei Böhmer verteidigte er 1783 seine Dissertation. Auf Empfehlung Pütters ernannte ihn im selben Jahr der Herzog Karl II. Wilhelm Ferdinand von Braunschweig-Wolfenbüttel zum Hofrat an der Justizkanzlei in Wolfenbüttel.
1788 folgte er einem Ruf nach Wismar, wo er Beisitzer am Obertribunal wurde. Inzwischen zum Oberappellationsrat befördert, ging er 1801 zurück nach Wolfenbüttel, wo er Präsident der Justizkanzlei wurde. Der Herzog berief ihn 1805 als wirklichen Geheimrat ins Ministerium nach Braunschweig, wo er, neben der Verwaltung der Justiz, für den Herzog Finanzangelegenheiten bearbeitete.
Nach dem Tod des braunschweigischen Erbprinzen Karl George August (1766–1806) übernahm er im Auftrag des in der Schlacht bei Jena und Auerstedt schwer verwundeten Herzogs die Neuregelung der Thronfolge zugunsten des Prinzen Friedrich Wilhelm. Dem Herzog musste er versprechen, nicht vor den Franzosen zu fliehen, sondern weiterhin im Lande zu bleiben.
Nach der Besetzung Braunschweig-Wolfenbüttels durch die Franzosen gehörte er weiterhin der Landesregierung an. Am 11. Dezember 1807 wurde er zum Mitglied des Staatsrates des neu errichteten Königreichs Westphalen und zum 31. Dezember zum Präsidenten der Sektion für Justiz und Inneres ernannt. Anfang 1809 wurde er von Jérôme Bonaparte zum Staatsminister des Inneren ernannt. Am 9. Januar 1810 wurde er in den Grafenstand erhoben, die Vollziehung des förmlichen Patents erfolgte am 5. November 1812, und am 14. November 1810 zum Kommandeur des Ordens der Westphälischen Krone.
Seine loyale Haltung, die er vom Dienst für Braunschweig-Wolfenbüttel auf das Königreich Westphalen übertrug, brachte ihm auch Kritik und Anfeindungen ein. Vorgeworfen wurden ihm insbesondere seine Unterschrift unter das Verfolgungsdekret gegen den Herzog Friedrich Wilhelm und ein Schreiben an den Präfekten Friedrich Henneberg, bei welchem es sich jedoch um ein Diktat Jérôme Bonapartes handelte. Während der zeitweiligen Eroberung Kassels durch die Kosaken Tschernyschows 1813 ging er nach Wesel, wurde aber vom König zurückbeordert. Am 13. Oktober 1813 übernahm er das Amt des Justizministers. Er folgte dem am 26. Oktober aus Kassel geflüchteten Jérôme Bonaparte nach Köln, hielt sich anschließend längere Zeit in Aachen, Brüssel und Compiègne auf, von wo er schließlich mit dem König nach Paris ging. Nach der Rückkehr Napoleons 1815 ging er nach Wolfenbüttel, um das Erbe seines am 25. Januar 1814 verstorbenen Schwiegervaters anzutreten. Das ihm gegenüber geäußerte Misstrauen sowie öffentliche Anfeindungen veranlassten ihn, in seinen Geburtsort Bergen auf Rügen zu gehen, wo er nach längerer Krankheit 1833 starb.

## Familie
Gustav Anton von Wolffradt heiratete am 15. Mai 1787 Elisabeth von Knuth († 27. Juli 1836), die Tochter des Konsistorialpräsidenten von Knuth. Die Ehe blieb kinderlos.